# 384

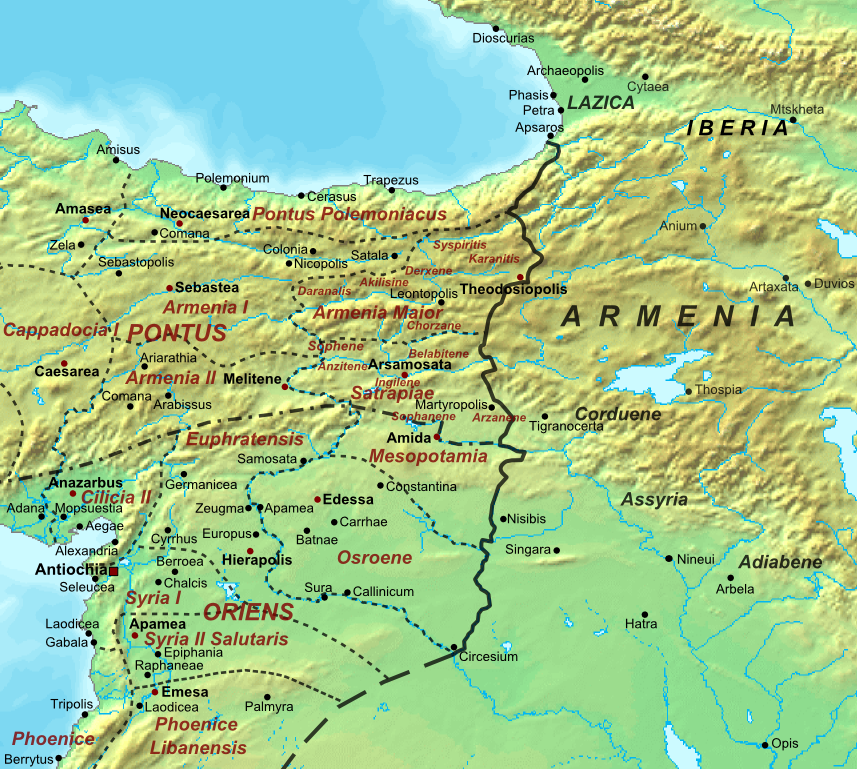
Romeins-Perzische rijksgrens (384)

Het jaar 384 is het 84e jaar in de 4e eeuw volgens de christelijke jaartelling.

## Gebeurtenissen

### Klein-Azie
- Keizer Theodosius I sluit een vredesverdrag met de Perzische koning Shapur III. Hij wordt gedwongen Armenië in twee koninkrijken (vazalstaten) te verdelen.
- Gregorius van Nazianze schrijft zijn beroemde afscheidsrede aan de bisschoppen en trekt zich terug naar zijn geboorteplaats.
- In Constantinopel wordt het "Forum van Theodosius" gebouwd.

### Godsdienst
- In Bordeaux (Aquitanië) wordt een synode gehouden. Martinus van Tours veroordeelt tijdens de bijeenkomst het Priscillianisme.
- Na de dood van Paus Damasus wordt Paus Siricius in december unaniem gekozen als diens opvolger en waarschijnlijk reeds op 17 december tot bisschop van Rome gewijd.
- Ambrosius weigert het verzoek van keizerin Justina voor een kerk in Milaan waar ze haar ariaanse geloof kan beoefenen.

### Italië
- Magnus Maximus benoemt zijn zoon Flavius Victor tot medekeizer (augustus).
- Quintus Aurelius Symmachus wordt praefectus urbi van Rome.

### Azië
- Drie koninkrijken van Korea: Koning Chimnyu van Paekche bestijgt de troon en verklaart het boeddhisme tot staatsgodsdienst.
- Kucha wordt ingenomen door de Chinese generaal Lü Kuang.[1]

## Geboren
- 9 september - Honorius, keizer van het West-Romeinse Rijk (overleden 423)

## Overleden
- 22 maart - Lea van Rome, Romeinse heilige
- 13 mei - Servatius van Maastricht, bisschop en beschermheilige (waarschijnlijke datum)
- 11 december - Damasus I (79), paus van de Katholieke Kerk
- Vettius Agorius Praetextatus, Romeins senator

## Verwijzingen
1. ↑  The Buddhist Handbook: A Complete Guide to Buddhist Schools, Teaching ... John Snelling 1999 Inner Traditions / Bear & Company ISBN 0-89281-761-5